# Francisca van Saksen-Lauenburg
Francisca Sibylla Augusta van Saksen-Lauenburg (Ratzeburg, 21 januari 1675 - Ettlingen, 10 juli 1733) wasvan  1690 tot 1707 markgravin en van 1707 tot 1727 regentes van Baden-Baden. Ze behoorde tot het huis Ascaniërs.

## Levensloop
Francisca Sybilla werd geboren als de tweede dochter van hertog Julius Frans van Saksen-Lauenburg en Maria Hedwig van Palts-Sulzbach, dochter van vorst Christiaan August van Palts-Sulzbach. In 1676 verhuisde haar familie naar het Boheemse Ostrov, waar Francisca en haar oudere zus Anna Maria opgroeiden. Anna Maria zou later huwen met de groothertog van Toscane, Gian Gastone de' Medici. Na de dood van hun moeder in 1681 werd de opleiding van de twee zussen toevertrouwd aan gravin Eva Polyxena van Werschowitz. Hun opleiding bestond uit het aanleren van de hofetiquette, schilderen en muziek, wat in die tijd de traditie was voor de opleiding van vrouwen. Ook werd ze onderwezen door haar grootvader langs moederkant.
Francisca en haar zus Anna Maria waren als de twee overlevende dochters van hertog Julius Frans de erfgenames van het hertogdom Saksen-Lauenburg, waardoor de twee zussen zeer begeerde huwelijkskandidates waren. Bij het overlijden van Julius Frans zou Anna Maria in haar eigen recht hertogin van Saksen-Lauenburg worden en dat hertogdom zou later naar haar kinderen gaan. Met de dood van haar vader in 1689 stierf de mannelijke lijn van de linie Lauenburg van het huis Ascaniërs uit, maar vrouwelijke erfopvolging was in Saksen-Lauenburg mogelijk. Francisca en Anna Maria begonnen te vechten voor de erfopvolging en ook Julius Frans' nicht Eleonora Charlotte van Saksen-Lauenburg-Franzhagen liet haar aanspraken op Saksen-Lauenburg gelden. Hertog George Willem van Brunswijk-Lüneburg maakte misbruik van de situatie en viel Saksen-Lauenburg met een troepenmacht binnen, wat de troonsbestijging van Anna Maria en Francisca in Saksen-Lauenburg verhinderde. Beide zussen gaven hun claims op Saksen-Lauenburg nooit op.
Oorspronkelijk was het de bedoeling dat Francisca zou trouwen met prins Eugenius van Savoye, maar uiteindelijk koos ze ervoor om te huwen met markgraaf Lodewijk Willem van Baden-Baden, die twintig jaar ouder was dan zij en praktisch alles was verloren door een oorlog tegen Frankrijk. Nadat Lodewijk Willem op 10 januari 1690 in Bohemen was aangekomen, vond op 14 januari de officiële verloving plaats en op 27 maart de huwelijksceremonie. Het was de bedoeling dat het huwelijk zou plaatsvinden in het Slot Raudnitz, de hoofdresidentie van Lodewijk Willem, maar die was verwoest door de Fransen. Hierdoor vond het huwelijk plaats in Ostrov, waar ze de eerste jaren van hun huwelijk bleven wonen.
Omdat haar echtgenoot in verschillende oorlogen vocht, was Francisca in de vroege jaren van haar huwelijk vaak gescheiden van Lodewijk Willem. Hierdoor had ze veel tijd om haar eigen interesses te cultiveren. Zo begon ze zich bezig te houden met het beheer van de eigendommen van haar echtgenoot, wat haar later goed van pas kwam tijdens haar regentschap. Om vaak bij haar echtgenoot te zijn, vergezelde ze hem ook bij het slagveld van veldslag naar veldslag, wat ten koste ging van haar gezondheid.
In januari 1707 stierf haar echtgenoot Lodewijk Willem aan de gevolgen van een oorlogsverwonding. Hij werd opgevolgd door hun zoon Lodewijk George Simpert, die toen slechts vier jaar oud was. Hierdoor werd Francisca geïnstalleerd als regentes in de naam van haar zoon. Als regentes moest Francisca zich bezighouden met de heropbouw van Baden-Baden, dat grotendeels was geruïneerd tijdens de vele oorlogen die haar echtgenoot voerde tegen Frankrijk. Ze beheerde de financiën van Baden-Baden op een voorzichtige manier en tegen de tijd dat Lodewijk George in 1727 zelfstandig begon te regeren, had het markgraafschap Baden-Baden terug een bloeiende economie. Ook liet ze zich als regentes adviseren door andere vorsten, zoals hertog Leopold van Lotharingen en keurvorst Johan Willem van de Palts.
In 1723 besloot Francisca om een geschikte huwelijkskandidaat te zoeken voor haar nog ongehuwde dochter Johanna. Francisca stelde twee huwelijkskandidaten voor: de eerste was prins Alexander Ferdinand van Thurn und Taxis, zoon en erfgenaam van vorst Anselm Frans van Thurn und Taxis, een welvarende Duitse edelman uit de machtige familie Thurn und Taxis en postmeester-generaal van het Heilige Roomse Rijk; de tweede was de Franse edelman Lodewijk van Orléans, de hertog van Orléans. Francisca had de voorkeur voor de Franse kandidaat, omdat dit de banden met het machtige buurland Frankrijk zou versterken. Johanna zelf had echter de voorkeur voor de Duitse kandidaat omwille van haar eigen afkomst. Johanna besloot uiteindelijk de voorkeur van haar moeder te accepteren en trad op 13 juli 1724 in het kasteel van Rastatt in het huwelijk met Lodewijk van Orléans.
Toen haar zoon Lodewijk George op 22 oktober 1727 op 25-jarige leeftijd officieel volwassen werd verklaard en zelfstandig begon te regeren, trok Francisca zich terug uit de staatsadministratie van Baden-Baden. Ze ging in het kasteel van Ettlingen wonen, waar ze tot aan haar dood in 1733 verschillende renovaties liet uitvoeren. Ook ondernam ze vele pelgrimstochten, leidde ze een zeer religieus leven en bezocht ze verschillende kloosters.
In juli 1733 stierf Francisca op 58-jarige leeftijd. Ze werd naar haar laatste wens begraven in het kasteel van Rastatt.

## Architecturale nalatenschap
Francisca had een actieve interesse in architectuur en vastgoedbeheer. Toen ze tijdens haar eerste huwelijksjaren samen met haar echtgenoot in Ostrov verbleef, zorgden de twee voor de renovatie van het Witte Paleis. De gekozen architect was Johann Michael Sock.
Haar belangrijkste nalatenschap was het kasteel van Rastatt, dat de belangrijkste residentie werd van de markgraven van Baden-Baden nadat Rastatt in 1700 officieel de status van stad had gekregen. Dit kasteel was de oudste residentie in de Opper-Rijnregio die gebouwd was in de barokstijl en werd gebouwd werd naar het voorbeeld van het kasteel van Versailles.
Daarnaast was Francisca tijdens haar regentschap verantwoordelijk voor verschillende renovaties van belangrijke gebouwen in Baden-Baden. Ook liet ze nieuwe fenomenale gebouwen creëren zoals paleizen, villa's en gebedshuizen. Zo liet ze in 1714 ter ere van de Vrede van Rastatt de kapel van Einsiedeln in Rastatt bouwen. 

## Nakomelingen
Francisca en haar echtgenoot Lodewijk Willem kregen negen kinderen, van wie er zes hun kindertijd niet overleefden. Haar eerste zwangerschap eindigde in een miskraam.
- Leopold Willem (1694-1695)
- Charlotte (1696-1700)
- Karel Jozef (1697-1703)
- Wilhelmina (1700-1702)
- Louise (1701-1707)
- Lodewijk George Simpert (1702-1761), markgraaf van Baden-Baden
- Willem George Simpert (1703-1709)
- Augusta (1704-1726), huwde in 1724 met hertog Lodewijk van Orléans en voorouder van koning Lodewijk Filips I van Frankrijk.
- August George Simpert (1706-1771), markgraaf van Baden-Baden